# Nette (Dortmund)
Nette, Dortmund-Nette – dzielnica miasta Dortmund w Niemczech, w kraju związkowym Nadrenia Północna-Westfalia, w okręgu administracyjnym Mengede.